# Diabrotica rufolimbata
Diabrotica rufolimbata là một loài bọ cánh cứng trong họ Chrysomelidae. Loài này được Baly miêu tả khoa học năm 1879.